# Telefriuli
Telefriuli és una emissora de televisió local de Friül-Venècia Júlia, amb seu a Tavagnà (província d'Udine), i que es caracteritza per emetre els noticiaris en friülà i prestar una atenció especial a la cultura friülana.
Es va crear el 1974 com a resultat d'una transformació societària. El logotip original representava dins un monoscopi amb la bandera del Friül i el castell d'Udine. Inicialment retransmetia per l'aire, però darrerament se n'ha fet càrrec la societat Videoerre d'Udine i retransmet per cable. La societat, però, va fer fallida el 1978 i les accions foren cedides a Telefriuli S.p.A., que va fer fallida el 1985 i fou substituïda per Telefriuli S.r.l.
El 2001 el 51% de les accions de Telefriuli foren adquirides per SEP, editora del diari Il Gazzettino, controlat per Caltagirone Editore. L'emissora transmet pel canal 63 del repetidor Castaldia, situat a Aviano, a 54 km d'Udine, que cobreix tota l'àrea de planura del Friül. Per a l'àrea de muntanya hi ha el repetidor de monte Donardale, a Tolmezzo, que utilitza el canal 62. La província d'Udine és coberta pel canal 51 en vertical a Faedis.